# Spider-Man 2 (videojuego)
Spider-Man 2 es un videojuego de acción y aventuras de mundo abierto de 2004 basado en la película homónima de 2004. Es la secuela de Spider-Man de 2002, basado a su vez en la película homónima de 2002. Se lanzó el 29 de junio de 2004 para PlayStation 2, GameCube, Xbox, Microsoft Windows y Game Boy Advance, seguido de las versiones para N-Gage y Nintendo DS ese mismo año. Una versión para PlayStation Portable se lanzó casi un año después, el 23 de marzo de 2005. La versión para Game Boy Advance, desarrollada por Digital Eclipse, se relanzó en un cartucho doble y se incluyó con la versión de ese sistema del juego Spider-Man de 2002 en 2005. Un juego vinculado, titulado Spider-Man 2: Activity Center, también se lanzó en junio de 2004. Publicado por Activision, las versiones de consola fueron desarrolladas por Treyarch, mientras que las otras tuvieron diferentes desarrolladores y son drásticamente diferentes como resultado.
Todas las versiones del juego siguen fielmente la trama de la película, pero la amplían incluyendo escenas y personajes que no aparecen en ella. Ambientado dos años después de los acontecimientos de Spider-Man, el juego muestra a Peter Parker luchando por compaginar su vida personal con sus responsabilidades como Spider-Man. Cuando el científico y mentor de Peter, Otto Octavius, se convierte en el diabólico villano Doctor Octopus tras un accidente, Spider-Man debe impedir que recree un peligroso experimento de energía de fusión. Tobey Maguire, Alfred Molina, Kirsten Dunst y J. K. Simmons (solo versión de PSP) repiten sus papeles de la película como Spider-Man, Doctor Octopus, Mary Jane Watson y J. Jonah Jameson, respectivamente, mientras que Bruce Campbell, quien interpretó a un acomodador en las puertas del espectáculo de Mary Jane, narra el juego.
Las versiones para consola del juego tuvieron una acogida positiva, con la crítica elogiando el realista entorno de Manhattan y la mecánica de balanceo de telarañas. Las versiones portátiles recibieron críticas mixtas, mientras que la versión para PC recibió críticas negativas. A este juego le siguió Spider-Man 3, basado en la película homónima de 2007.

## Jugabilidad
Estos juegos son adaptaciones de la película Spider-Man 2. Las versiones de PS2, GC y Xbox de este juego tienen la característica de permitir al jugador vagar libremente alrededor de Manhattan, Roosevelt, Ellis, y la Isla Libertad. Las versiones de consola caseras también fueron innovadoras en que los algoritmos basados en la física simulasen el balanceo con redes de Spider-Man en tres dimensiones, creando una nueva mecánica de juego a diferencia de los tradicionales saltar o volar de los títulos anteriores. Las otras características de las versiones del juego muestran un desplazamiento más lineal y las secciones de la plataforma.
Mientras los matones callejeros solo tienen pistolas, ametralladoras, barras de hierro y sus puños para protegerse, los super-villanos y sus secuaces tienen sus diversos poderes únicos y armas que usan para robar o bien, provocar terror o derrotar a Spider-Man. Al final del juego, se hace posible abrir un almacén en el que el jugador pueda volver a luchar contra los matones y villanos como Shocker, Rhino, Doctor Octopus, y un jefe adicional, Calipso, que no se encuentra en otra parte en el juego.
El jugador tiene la posibilidad de elegir entre seguir con la historia o balancearse alrededor de la ciudad. El jugador puede explorar Manhattan, la Isla Roosevelt, Isla Ellis, Isla de la Libertad, y un sello misterioso en el mapa sobre el agua, poniendo a "Governors Island" muchas misiones secundarias que el jugador pueda completar. El jugador puede realizar tareas al azar para ganar "puntos de héroe", que deben ser acumulados para continuar con la trama y se dedican a mejorar las habilidades de Spidey.

## Historia
Han pasado dos años después de lo ocurrido en el juego anterior. Spider-Man está equilibrando su vida de ciudadano y de superhéroe, últimamente ha llegado tarde a la escuela, el trabajo y sus citas con sus amigos. Después de una cena con Mary Jane Watson, Peter frustra un robo armado al museo de arte, y sigue la pista a la ladrona que huyó, la Gata Negra. Poco después de esto, frustra un ataque en las calles de Manhattan por Rhino. Mientras tanto, Doctor Otto Octavius intenta recrear la fusión nuclear de la que se ve en el sol para proporcionar una fuente de energía para Manhattan. Para controlar la fusión, diseñó cuatro brazos que se controlan mentalmente. Su fusión crea un campo magnético que destruye su laboratorio, mata a su esposa Rosie y soldan los brazos a su columna vertebral. Él culpa a Spider-Man por el accidente, a pesar de que Spider-Man no estuviera allí en el laboratorio.
Octavius, como el Dr. Octopus, secuestra a Tía May, pero es salvada por Spider-Man. Más tarde, el experto en efectos especiales Quentin Beck intenta probar que Spider-Man es un fraude al desafiar a Peter a una "competencia". Spider-Man sale vitorioso. Consecuentemente, Beck trata de matar a Spider-Man, pero es frustrado. La vergüenza hace que Beck tome la identidad de Mysterio, atacando a periodistas que asistan a su conferencia de prensa, y ordena a sus "OVNIs" que "invadan" la Estatua de la Libertad. Ambos ataques se ven frustrados por los esfuerzos de Spider-Man, sin lamentar víctimas. Spider-Man se une a la larga a Gata Negra, que le lleva hacia el Shocker, quien se escapó durante la competencia inicial de Beck con Spider-Man. Shocker es interceptado en un almacén después de intentar utilizar un sistema de propulsión experimentales para aumentar sus poderes, mientras que Mysterio es golpeado con un puñetazo de Spider-Man mientras trataba de robar un mercado. Peter toma un par de fotos de Beck como Mysterio, y J. Jonah Jameson usa estas fotos para que parezca que Spider-Man está aliado con Mysterio. Gata Negra lleva entonces a Spider-Man a un comercio ilegal de armas, donde ella trata de convencerlo para que sea Spider-Man de manera permanente, pero rechaza la idea, diciendo que no puede dejar de ser bien Spider-Man o quién es él realmente.
El Dr. Octopus secuestra a Mary Jane Watson y le roba el tritio a Harry Osborn para realimentar su fusión nuclear a cambio de traerle a Spider-Man. Una larga batalla en el techo de un tren en movimiento lleva a Peter a ser entregado a Harry. Harry le quita la máscara, y se sorprende enormemente al ver que su mejor amigo es Spider-Man. A pesar de eso, Harry le revela a Peter donde está la guarida del Dr Octopus, y Spider-Man derrota al Dr. Octopus por última vez. El reactor de la fusión se apaga, y el Dr. Octopus recupera el control sobre su mente, y sacrifica su vida al destruir el reactor.
Al día siguiente, Peter recibe una visita sorpresa de Mary Jane, que le dice a Peter que no puede vivir sin él, y quiere ofrecer su pleno apoyo a su vida como Spider-Man. Con su confianza renovada, Spider-Man sigue defendiendo la ciudad del mal - un juego sin fin.

### Juego para PC
La trama para PC de este juego se diferencia radicalmente de las versiones de consola principal. Primero empieza con una escena corta que muestra como el Dr. Otto Octavius se convierte en Doc Ock. La versión para PC continúa con un tutorial (narrado por Bruce Campbell), explicando al jugador cómo jugar como Spider-Man (balancearse, trepar por muros, luchar).
La historia del juego comienza con una escena de una camioneta gris siendo perseguida por la policía antes de chocar, y salen de ella dos ladrones. Spider-Man derrota a los ladrones rápidamente, pero la camioneta se aleja de manera automática. Spider-Man la sigue hasta la Prisión de Máxima Seguridad de Nueva York donde un grupo de presos provocan un escándalo. Spider-Man derrota muchos ladrones y presos en fuga antes de que Rhino escapa violentamente de la prisión. Él lucha brevemente contra Spider-Man antes de intentar alejarse, destruyendo todo a su paso, pero es atrapado en una jaula láser instalada por la policía. Decidido a dejar escapar a los presos sin derrotar (quienes más tarde se les puede encontrar en los callejones y zonas ocultas), Spider-Man persigue a Rhino y le derrota haciéndole chocar contra las rejas láser (y subsecuentemente golpearlo cuando está temporalmente caído, lo que es una buena idea para derrotarle más rápido). Antes de ser derrotado, Rhino intenta cuernear a Spider-Man, pero escapa de la jaula láser para golpear accidentalmente un tanque de una gasolinera que explota y le golpea mandándole varios metros de distancia, donde Doc Ock le toma al estar inconsciente. Spider-Man le deja escapar para apagar el incendio, y más tarde probar un nuevo poder llamado "Adrenalina", con la cual temporalmente puede derrotar enemigos normales de un solo golpe.
Más tarde, Peter Parker va con la tía May al banco, y va al baño justo cuando Doc Ock y una pandilla de ladrones toman rehenes en el banco. Spider-Man combate ladrones y salva a los rehenes, incluida tía May, hasta alcanzar la bodega de metales preciosos donde pelea contra Doc Ock. Ellos luchan, pero Ock escapa con el dinero robado. Spider-Man le deja ir para evitar que secuestren a tía May en una camioneta. Spider-Man detiene la camioneta al dispararle a las cuatro ruedas, derrota a los ladrones, y salva por segunda vez a tía May.
Al día siguiente, Peter camina con Mary Jane Watson, cuando el coche de Mary Jane es robado. Peter le dice que espere ahí mientras él llama a la policía. Spider-Man sigue el coche hasta un garaje donde se enfrenta a Puma y sus hombres en un almacén. Puma lleva a Spider-Man hasta la planta alta del edificio, obligando a Spider-Man a luchar para llegar. Luego de que Puma es golpeado un poco, decide llevar la batalla a los tejados, a una fuente y por último a un edificio en construcción. Allí Puma se rinde ante Spider-Man, pero alegremente le dice que él solo le distrajo para que Doc Ock secuestre a Mary Jane. En una escena corta, Puma intenta escapar, pero Spider-Man le lanza una red y le deja colgando de cabeza en una grúa. Él llama por teléfono móvil a Mary Jane, pero Ock la secuestra.
Más tarde, Ock y sus aliados atacan Oscorp. Spider-Man va a Oscorp para frustrar el robo allí, derrotando a muchos ladrones, salvando un sinnúmero de civiles y científicos y desactivando las ocho bombas que Ock ha colocado en el edificio. Spider-Man se enfrenta a Rhino en una habitación con seis generadores. Allí, Spider-Man le hace golpearse contra ellos para que se electrocute. Pero Rhino aún no está derrotado. Él se enfrenta a Spider-Man por tercera vez en una habitación con cuatro tubos de nitrógeno líquido que Spider-Man destruye para congelarle. Afortunadamente, Spider-Man escapa antes de congelarse también. Spider-Man deja OsCorp al usar un ascensor para continuar buscando a Doc Ock en el tejado de OsCorp, solo para encontrarse con un New York patas para arriba, obra del villano Mysterio, villano que ayuda a Ock.
Spider-Man destruye los generadores que mantienen a New York en el cielo, además de luchar contra los robots de Mysterio, antes de perseguir a un Mysterio "volador", que combate a Spider-Man al arrojarle meteoros del cielo, que utiliza el trepamuros para derrotarle. Pero Mysterio aún no ha acabado; él intenta acabar a Spider-Man con un arma láser en el techo del Daily Bugle, pero Spider-Man lo destruye y derrota a Mysterio. Mysterio le cuenta a Spider-Man de los planes de Octopus y desaparece, regresando a una Nueva York normal.
Spider-Man tiene su batalla final con Doc Ock en los subterráneos, teniendo que pasar por los compinches de Ock, salvar a Mary Jane y pelear contra Doc Ock en una lucha final en su reactor de fusión. Spider-Man le golpea lo suficiente para hacerle tomar conciencia del error de su experimento y se sacrifica empujando la máquina al río (como en la película), y Spider-Man escapa con Mary Jane sin revelarle su identidad (a diferencia de la película).

## Recepción
Las consolas caseras del juego recibieron por lo general buenas críticas, citando el tamaño realista de Manhattan, la gran variedad de delitos y situaciones de emergencia para detener y el uso vivo de las habilidades de Spider-Man hacen que el jugador realmente se sienta como Spider-Man. El aspecto más popular del juego fue el balanceo de redes, donde estas llegaban a pegarse a los edificios o superficies más cercanas, a diferencia de entregas anteriores donde estas simplemente no se pegaban a nada y quedaban solamente en el aire. Sin embargo, partes del juego fueron criticadas, como las quejas de la opacidad de las misiones secundarias y la linealidad de los objetivos de la historia (que muchos consideraban contraria a la idea de los desarrolladores de crear un juego de forma libre).
Las otras versiones del juego también recibieron críticas generalmente positivas, con excepción de la versión de PC / Mac, que fue más "senzilla " al ir destinada a un público joven y, por lo tanto, era más simplista y menos desafiante. Muchos críticos sostuvieron que la versión para PC debería haber recibido un “port” de las versiones de consola en su lugar. Otras quejas incluyen que la publicidad para el juego no hizo ninguna indicación de que la versión para PC era diferente de la versión de consola y los cambios en las políticas de devolución, hizo difícil el reembolso.
Sin embargo, IGN dio al juego un análisis de 8.8 de 10 para las versiones de PlayStation 2 y Nintendo GameCube, 9 / 10 para la versión de Xbox, 7 / 10 para la versión de PSP, 7.5 / 10 para la versión de Nintendo DS, 6.5 / 10 para la versión de Game Boy Advance, y 4.5 / 10 para la versión de PC. IGN afirmó que las versiones de PS2, GameCube, y Xbox "se llamasen Grand Theft Spider-Man. Y llámenlo malditamente bueno". La versión incluso consiguió el premio Editor's Choice de IGN para el año. IGN, la revisión de la versión de GBA, acreditó positivamente la presentación, gráficos, sonido, lanzamiento de redes y escalar muros. Solo negativamente declaró que la música serpentea mucho debido a que los niveles son enormemente largos, "no es el más apretado combate desarrollado para un juego de Spider-Man", y afirmó que los niveles son "un gran dolor en el trasero para cumplir".
La versión de PSP recibió críticas moderadas. La jugabilidad y los gráficos fueron elogiados, mientras que el ángulo de la cámara mala y la longitud del juego fueron criticados.
The Official PlayStation 2 Magazine clasificó el juego # 50 del "Top 100 Juegos de PS2 de todos los tiempos." En los diez mejores de Screwattack 'top 10 de juegos basados en películas' Spìder-Man 2 llegó en el octavo puesto.

## Reparto
- Peter Parker/Spider-Man (voz de Tobey Maguire)
- Dr. Otto Octavius/Dr. Octopus (voz de Alfred Molina)
- Mary Jane Watson (voz de Kirsten Dunst)
- Gata Negra (voz de Holly Fields)
- Harry Osborn (voz de Josh Keaton)
- Rhino/Alex O'Hirn (voz de John DiMaggio)
- Shocker/Herman Schultz (voz de Michael Beattie)
- Mysterio/Quentin Beck (voz de James Arnold Taylor)
- Calypso (voz de Angela V. Shelton)
- J. Jonah Jameson (voz de Jay Gordon en la mayoría de las consolas y J.K. Simmons en la consola de PSP)
- Tía May (voz de Mindy Sterling)
- Betty Brant (voz de Bethany Rhoades)
- Robbie Robertson (voz de Jeff Coopwood)
- Dr. Curt Connors (voz de Joe Alaskey)
- Puma (Exclusivo para la versión de PC y GBA del juego, voz de Dee Bradley Baker)

También cuenta con la voz de Bruce Campbell como el guía, y para los marcadores de pista.